# Zona neotropical
La Zona Neotropical (zona neotròpica o el neotròpic) és, en biogeografia, una de les vuit ecozones terrestres del planeta.
Coincideix amb el regne florístic neotropical.
Aquesta ecozona inclou Amèrica central i del sud, les terres baixes de Mèxic, les illes del Carib i el sud de Florida.
A vegades s'utilitza aquesta paraula com un sinònim de la zona tropical d'Amèrica del Sud però l'ecozona també n'inclou la part de clima temperat. El reialme florístic neotropical exclou la part més al sud d'Amèrica, ja que aquest resta inclòs en el reialme florístic antàrtic.